# Campo Militar de Entrenamiento Fundo Quilmo
El Campo Militar de Entrenamiento Fundo Quilmo es un recinto militar del Ejército de Chile, ubicado en el camino que une a la ciudad de Chillán con el pueblo de San Ignacio, en el sector de Quilmo de la comuna de Chillán, en la Región de Ñuble, Chile. El lugar fue utilizado como centro de detención y tortura de opositores a la dictadura militar chilena de Augusto Pinochet.

## Historia
Los registros más antiguos del Fundo Quilmo datan del siglo XIX, cuando Juan Antonio Arrau Daroch-Campbell, ancestro del pianista Claudio Arrau, adquiere estas tierras para luego venderlas a José Antonio Lantaño, hijo del militar Clemente Lantaño.
Durante la época de la dictadura militar, el Ejército de Chile mantiene un constante traslado de detenidos entre el Regimiento de Infantería n.º 9 "Chillán" y este recinto, de los cuales, destacan los casos de los militantes del Partido Socialista Miguel Maldonado Bao y Luis Barrera Riquelme, y el integrante del Movimiento de Izquierda Revolucionaria Juan Guillermo Fuentes Ravanal, quienes son detenidos el 18 de septiembre de 1973, permaneciendo en primera instancia en el Regimiento de Chillán, sin embargo, tras su traslado a Quilmo, fueron asesinados en el lugar. A este lugar también llegaban mujeres de la Cárcel de Mujeres Buen Pastor de Chillán, quienes eran sometidas a interrogatorios y torturas.
Durante el Segundo gobierno de Sebastián Piñera, existió la propuesta de trasladar la Cárcel de Chillán a este terreno, sin embargo, la propuesta fue desechada ante la posibilidad de que el Ejército de Chile no tuviera otro lugar de entrenamiento. Dicha propuesta, fue analizada nuevamente en 2022.